# Ratibor II.
Ratibor II. († vor 1227) war ein Fürst der Herrschaft Schlawe-Stolp in Hinterpommern. Er war der letzte Angehörige der Ratiboriden, einer Seitenlinie des in Pommern herrschenden Greifenhauses.

## Leben
Ratibor II. ist lediglich aus einer Urkunde aus dem Jahre 1223 bekannt, die von Ratiborius Dei gracia princeps dictus terre Slauensis ausgestellt worden ist.
Hieraus wird geschlossen, dass dieser Ratibor II. der Nachfolger von Bogislaw III. in dessen Herrschaftsgebiet gewesen sein muss. Dieses in Hinterpommern gelegene Herrschaftsgebiet der Ratiboriden, einer Seitenlinie des in Pommern herrschenden Greifenhauses, wird als Land Schlawe, so in der Urkunde von 1223, oder als Herrschaft Schlawe-Stolp bezeichnet. In welchem Jahr Ratibor II. die Regierung antrat, ist unbekannt.
In welcher Verwandtschaftsbeziehung Ratibor II. zu seinem Vorgänger Bogislaw III. stand, ist umstritten. Der Historiker Martin Wehrmann (1861–1937) sieht in Ratibor II. einen Sohn von Bogislaw III. Demgegenüber meint Rudolf Benl, Ratibor II. sei entweder ein Halbbruder Bogislaws III. aus der zweiten Ehe seines Vaters oder dessen Vetter.
Mit dem Tode Ratibors II. starb die Linie der Ratiboriden aus. Wann genau Ratibor II. starb, ist nicht bekannt. Nach Martin Wehrmann starb er wahrscheinlich vor 1227, nach Rudolf Benl wahrscheinlich 1223.

## Erbfolgestreit
Nach dem Tode Ratibors II. kam es um die Herrschaft Schlawe-Stolp zu Erbstreitigkeiten zwischen der Hauptlinie des Greifenhauses einerseits und den in Pommerellen herrschenden Samboriden andererseits. Zunächst freilich nahm das damals im Ostseeraum führende Dänemark das Land in Besitz. Als Dänemark durch die Niederlage in der Schlacht bei Bornhöved (1227) geschwächt war, bemächtigte sich der pommersche Herzog Barnim I. im Einvernehmen mit seinem Vetter Wartislaw III. des Landes. Doch bereits 1235/36 nahm Herzog Swantopolk der Große von Pommerellen das Land Schlawe-Stolp in seinen Besitz und behielt es.